# Bjørn Dunkerbeck

Bjørn Dunkerbeck beim Surfopening in Podersdorf 2006

Bjørn Dunkerbeck am Veluwemeer 2005

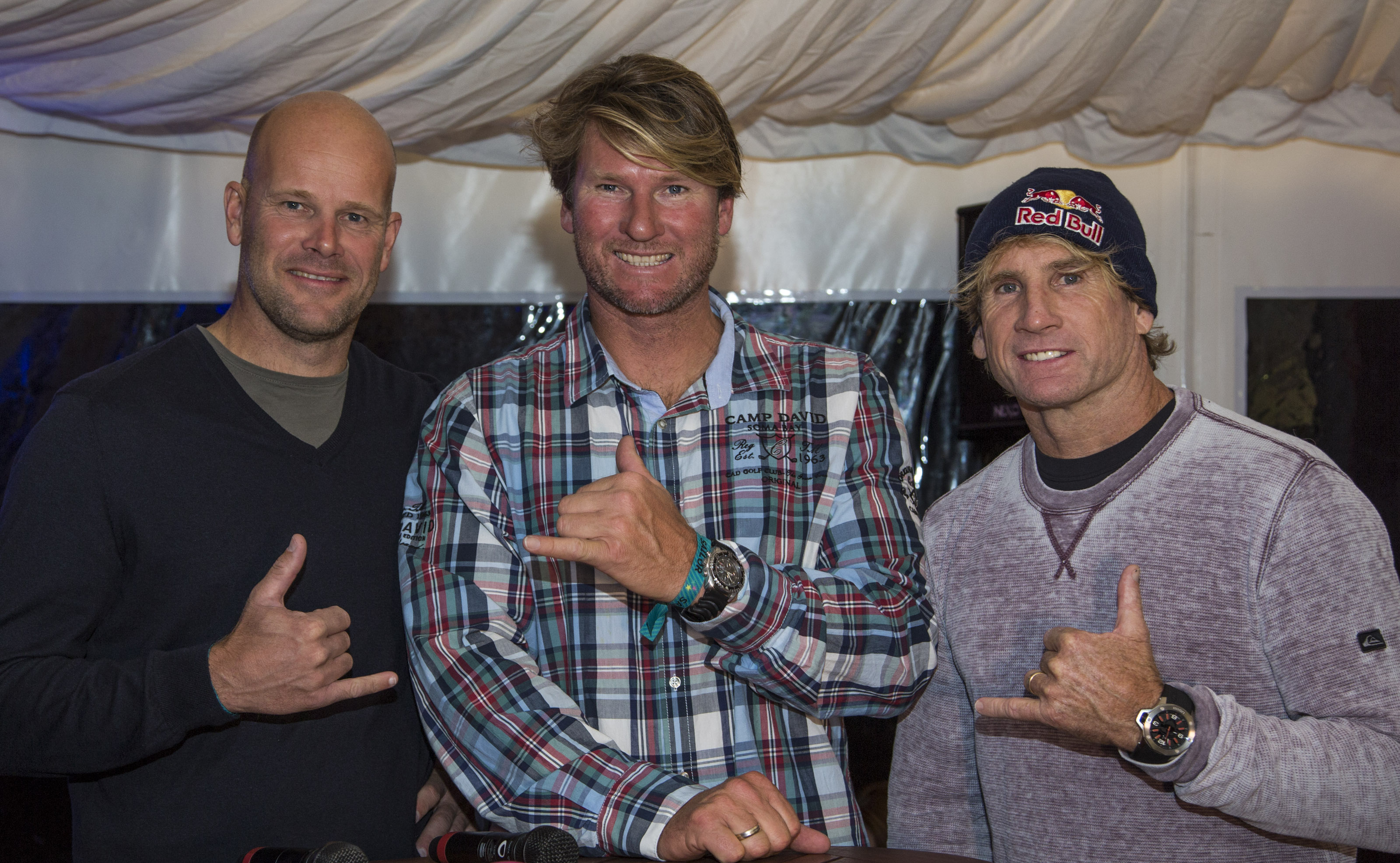
Bernd Flessner, Björn Dunkerbeck und Robby Naish (von links) beim Windsurf World Cup Sylt 2013

Bjørn Dunkerbeck (* 16. Juli 1969 in Ribe, Dänemark) ist ein ehemaliger dänisch-niederländischer Profi-Windsurfer und mit 42 Weltmeistertiteln einer der erfolgreichsten Profisportler der Welt.

## Werdegang
Der Sohn dänisch-niederländischer Eltern ist auf Gran Canaria aufgewachsen, wo sie ein Hotel betrieben. Mit neun Jahren begann er mit dem Windsurfen. Ab 1984 hat er an ersten World-Cup-Rennen teilgenommen und ist 1985 zum ersten Mal beim Windsurf World Cup Sylt gestartet. Dunkerbeck verwendete die Segelnummer E-11, mit der er für Spanien startete.
Sein Vater gründete Ende der 1970er Jahre eine Windsurf-Schule auf Gran Canaria, die nach wie vor ein Familienunternehmen ist und heute in Playa del Inglés von Bjørn geführt wird.
Am 26. September 2014 erklärte Dunkerbeck im Rahmen des Windsurf World Cup Sylt seinen Rücktritt vom Profisport. Im gleichen Jahr startete er die Dunkerbeck GPS Speed Challenge.
Er ist verheiratet und Vater von vier Kindern.
Seit 2022 organisiert er den „Gran Canaria Windsurfing World Cup“ der PWA in Pozo Izquierdo auf Gran Canaria.

## Sportliche Erfolge
- 12 × PWA Gesamtweltmeister (1988–1999)
- 5 × PWA Weltmeister im Kursrennen (1990–1994)
- 5 × PWA Weltmeister in der Disziplin Racing (1995–1999)
- 9 × PWA Weltmeister im Slalom (1988–1994, 2005, 2011)
- 7 × PWA Weltmeister im Waveriding (1990, 1992–1995, 1999, 2001)
- 1998 PWA Freestyle Weltmeister
- 2 × ISA Speed Weltmeister (1994, 2005)
- 2016 ISWC Speed Weltmeister

Dunkerbeck erzielte mehr als 100 Einzelsiege im Windsurf World Cup und wurde als erster Windsurfer 42-facher Weltmeister in den verschiedenen Disziplinen.
Zwischen 2003 und 2006 verbesserte er mehrfach den Geschwindigkeitsweltrekord für segelgetriebene Wasserfahrzeuge über die Distanz einer nautischen Meile (1,852 km). Seine Bestmarke von 41,14 Knoten wurde im April 2007 vom französischen Tragflügel-Trimaran Hydroptère überboten.

## Trivia
Bjørn Dunkerbeck hat regelmäßig an der vom deutschen Privatsender ProSieben ausgetragenen „Wok-WM“ teilgenommen und wurde 2009 und 2010 Erster im „Viererwok“. Außerdem war er Teilnehmer bei der TV total Stock Car Crash Challenge.